# Шкодер (округ)
Шкодер (алб. Rrethi i Shkodrës) — один з 36 округів Албанії.
Округ знаходиться на півночі Албанії, займає територію 1631 км² і належить до області Шкодер. Адміністративний центр — місто Шкодер.

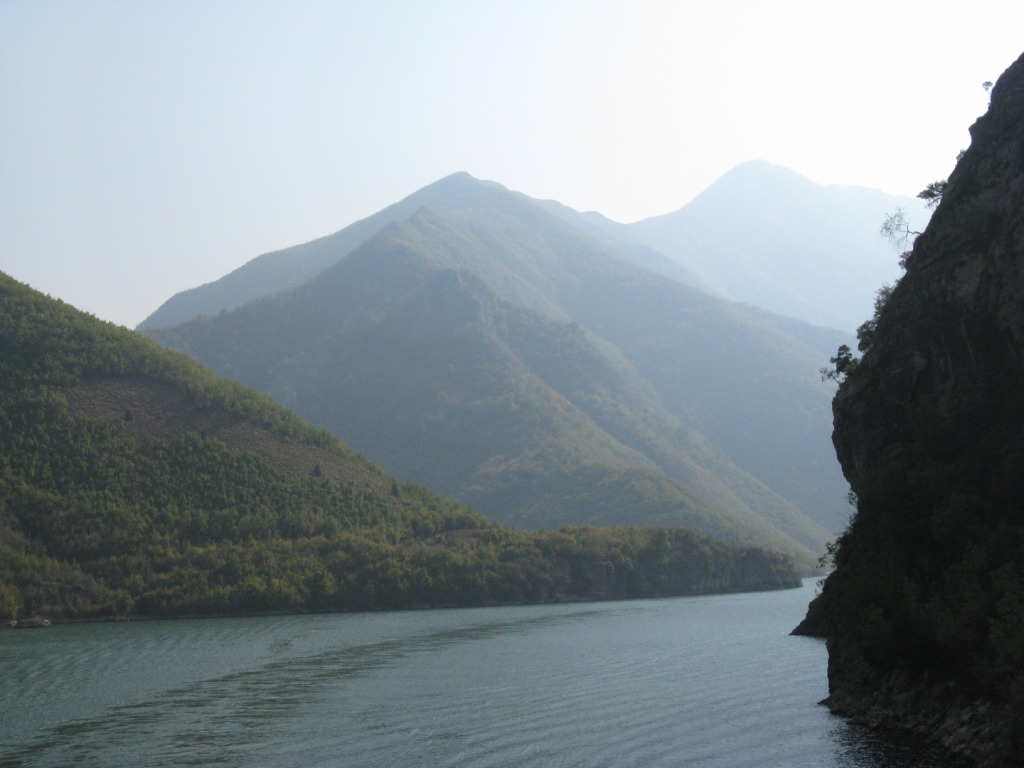
Команське водосховище

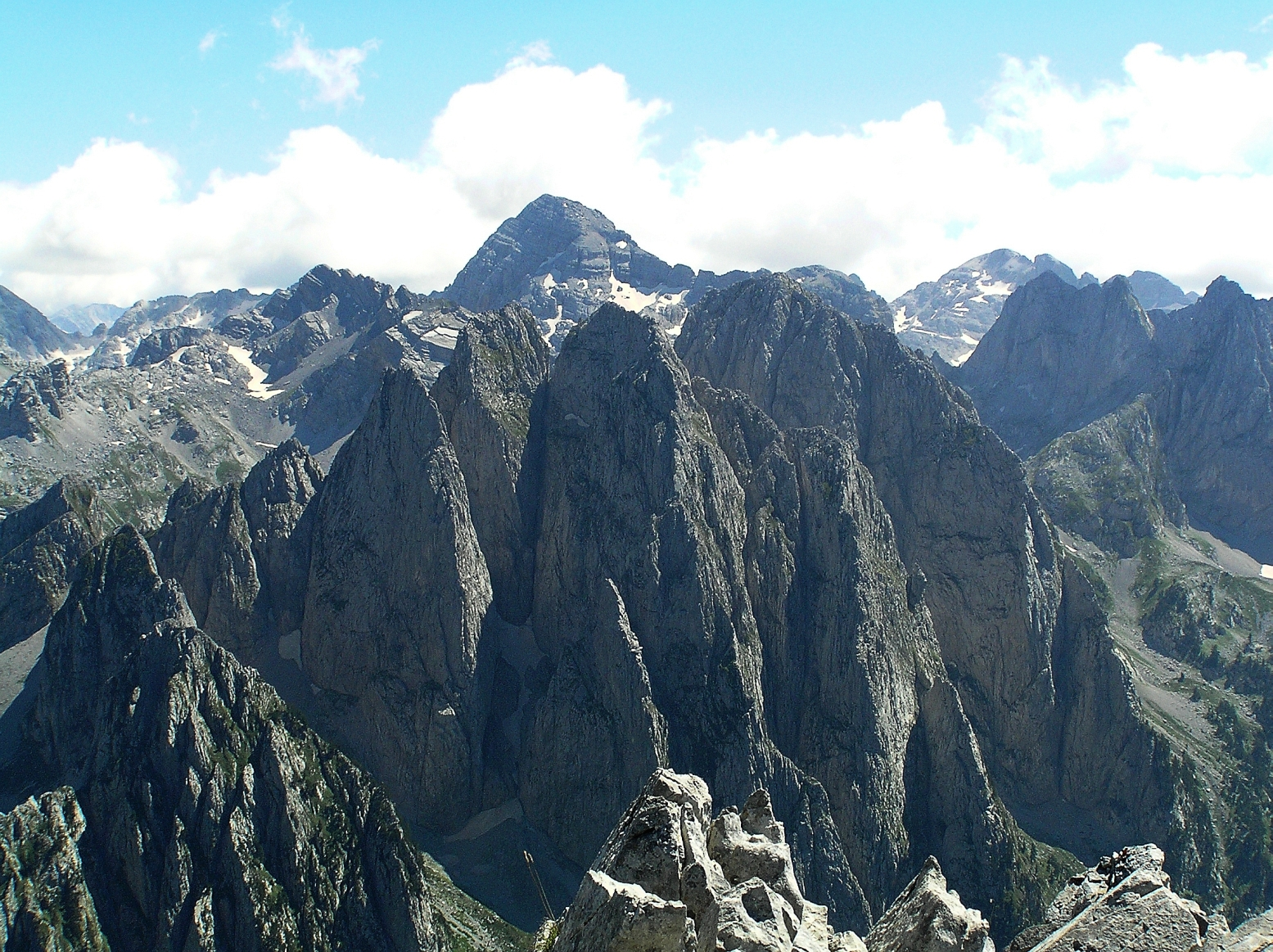
Езерца - найвища вершина Північно-Албанських Альп

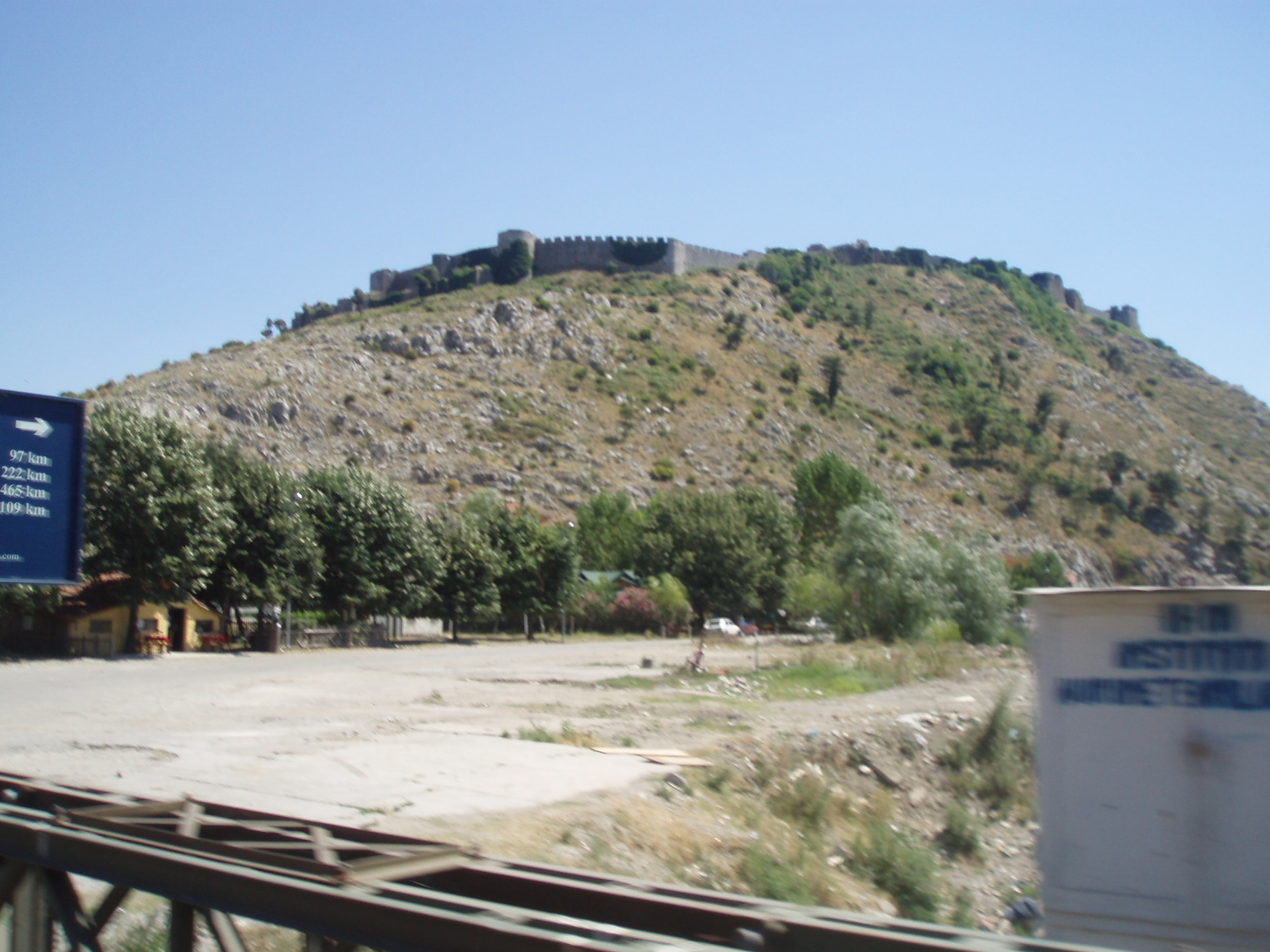
Фортеця Розафа в Шкодері

## Географічне положення
Завдяки великим розмірам округу природа на його території різноманітна. Вона ділиться на два основних ландшафти: прибережну частину, що тягнеться від берегів Адріатичного моря на півдні до Шкодера, і гір, що починаються пагорбами і закінчуються вершинами Албанських Альп на півночі. На заході округ межує з Чорногорією.
Округ відділений від інших округів природними межами: на північному сході знаходиться Скадарське озеро, кордон з Чорногорією утворює річка Буна, що з'єднує озеро з морем. Дрин протікає на південному сході, а два його правих припливи Кірі і Шала (Shalë) забезпечують водою північну частину округу.
Південний захід округу займає велика рівнина, по якій протікають річки Дрин і Буна. Рівнина починається біля міста Лежа і тягнеться уздовж східного берега дрібного Скадарського озера до кордону з Чорногорією. Але й на цій рівнині маються височини: два значних пагорба заввишки близько 400 м тягнуться паралельно прибережній смузі міста Лежа до Velipoja, а на південно-західному березі Скадарського озера височить гора Tarabosh (594 м).
Береги Буни і Скадарського озера, а також болотиста місцевість навколо Velipoja є природними заповідниками. Тут гніздяться багато перелітних і водоплавних птахів.
До округу відносяться частини західних Альп, що живлять річку Дрин. Перш за все, це гірські долини річок Кірі і Шала. На крайній півночі округу починаються високогірні області. Віддаляючись від узбережжя і рівнини ландшафт швидко переходить в гірський. Уже в 20 км на північний схід від Шкодера лежить гора Маранао висотою 1570 м. Гірські вершини на сході практично такої ж висоти, а гора Maja e Cukalit у 30 км на схід від Шкодера досягає 1723 м. У верхній течії Шали і долині біля села Theth на півночі округу підносяться окремі двотисячники, а на крайній півночі лежить гора Озерці (2694 м), найвища точка Північно-Албанських Альп.
Недалеко від села Theth розташований національний парк, що займає територію 23,3 км². Трогова долина утворює неповторний гірський ландшафт з водоспадами. Тут водиться рись та інші дикі тварини.

## Населення
Населення округу становить 185 646 жителів. Населення округу настільки ж строкате, як його ландшафти. Контраст між населенням Шкодера, найдревнішого і великого міста країни, і сільськими жителями, які населяють рівнину і гірські райони, завжди був і залишається разючим. Гори Шкодер здавна були заселені незалежними албанськими племенами, підкорити які не зміг уряд Османської імперії, і визнання яких намагався і намагається отримати уряд Албанії. Тут досі збереглися древні традиції і кровна помста, особливо в гірських селах. Збіднення населення після повалення соціалістичного ладу вигнало жителів гір в передмістя Шкодера. Багато хто з них важко пристосовуються до незвичного життя.
Релігійний склад населення теж варіюється. Так дві третини населення міста та передмість — католики, чверть — мусульмани, інші — православні. У той час як в місті і передмістях проживають різні національності: албанці, турки і слов'яни, населення округу досить однорідне. В околицях Шкодера проживають близько тисячі чорногорців. У місті та околицях багато циган.

## Історія
Історія регіону нерозривно пов'язана з історією міста. На пагорбі ще в епоху іллірійців була вибудувана фортеця Розафа. Замок і його правителі визначали історію міста аж до сучасності.
Але й поза міста існують історичні, ще не до кінця досліджені місця. Так що лежить на пагорбі недалеко від моста Мес на схід від Шкодера фортеця Дрішті є одним з найдавніших поселень на території Албанії. В доосманську епоху вздовж течії Буни існували древні міста (Reç, Dajç) і церкви (Shirgj).
15 квітня 1979 в Північній Албанії стався землетрус силою 7,2 бала за шкалою Ріхтера з епіцентром біля міста Ульцинь в Чорногорії. В окрузі було зруйновано та пошкоджено безліч будинків, 35 осіб загинуло. Це був другий сильний землетрус в Албанії у XX столітті.

## Економіка і промисловість
У роки перебудови економічне становище Північної Албанії було важче, ніж в інших її регіонах. Цьому немало сприяли також хвилювання і заворушення на півночі.
На початку цього століття у Velipoja став швидко розвиватися туризм. В основному це місцеві курорти для албанців.
Велике значення для всієї країни мають ГЕС в Коману і Вау-Дейес (Vau-Deja).

## Транспорт
Шкодер має хороше транспортне сполучення з основними містами країни завдяки будівництву дороги «Північ-Південь». Планується її продовження до кордону з Чорногорією в містечку Han i Hotit. Наприкінці 90-х років між містами Шкодер і Ульцинь був відкритий прикордонний перехід, що спростив рух людей і товарів між Албанією і Чорногорією.
Округ пов'язаний з містом Подгориця в Чорногорії залізницею. Але значення залізничного транспорту дуже мало.
Гірські райони округу важкодоступні. За небагатьом існуючих дорогах можуть проїхати тільки всюдиходи, а взимку випадає глибокий сніг, так що багато сіл місяцями відрізані від зовнішнього світу. Уздовж Команського водосховища на річці Дрин взагалі не існує доріг. Навколишні мешканці добираються до сусідніх сіл на човнах. По водосховищу щодня курсує автомобільний пором між Команом і Fierza.

## Адміністративний поділ
На території округу розташовані три міста: Шкодер і Вау-Дейес і громади: Ana e Malit, Барбулуші, Bërdica, Бушаті, Dajç, Guri i Zi, Hajmel, Postriba, Pult, Rrethina, Shala, Shllak, Shosh, Temal, Velipoja, Vig-Mnela.